# Pòsit vell de Pescadors
El Pòsit vell de Pescadors és un monument del municipi de Vilanova i la Geltrú (Garraf) protegit com a bé cultural d'interès local.

## Descripció
Edifici entre mitgeres, e planta baixa, un pis i terrat. A la planta baixa, amb entrada que recorda la tipologia de cases de pescadors, hi ha tres obertures rectangulars, una tapiada.
Al primer pis hi ha un balcó amb una gran obertura d'arc escarser dividida en sis parts, té barana de ferro colat que ocupa tota la façana i és sostingut per dues mènsules de maó. A banda i banda d'aquesta obertura dues pilastres enllacen la base del balcó amb la cornisa motllurada i amb la barana del terrat, formant una composició d'inspiració clàssica. És remarcable l'ús de les rajoles com a decoració, així com del mosaic utilitzat en la retolació a la barana.

## Història
L'origen de l'edifici està vinculat al gremi de Marejants i la confraria de Sant Elm, societats iniciades a Vilanova vers la fi del segle xvi i que en data indeterminada, possiblement al segle xix, l'utilitzaren com a local social. Cap al 1862 el gremi va ser dissolt per ordre governativa i fins a 1898 no es reorganitzà. Seguidament a l'any 1921, el posit va ser constituït. En aquesta nova etapa es tornà a ocupar el local, que rebé el nom de Pòsit de Pescadors i que en l'actualitat és conegut per Pòsit Vell en traslladar el Casal a un altre edifici el 1925.